# 金大鹏
金大鹏（1946年—），汉族，中华人民共和国政治人物、第十一届全国政协委员。
加入中国共产党，担任北京市卫生局原局长、党组书记。2008年，当选第十一届全国政协委员，代表医药卫生界，分入第四十五组。并担任提案委员会专委。